# أولمبياد الشطرنج ال32
أولمبياد الشطرنج 1996 هي منافسة عالمية نظمها الاتحاد الدولي للشطرنج من 15 سبتمبر إلى 2 أكتوبر 1996 بالعاصمة الأرمينية يريفان .